# ويليام بالمر (لاعب كريكت بريطاني)
ويليام بالمر (1737 - ) (بالإنجليزية: William Palmer) هو لاعب كريكت بريطاني.

## وصلات خارجية
- هذه المقالة لا تملك بيانات على ويكي بيانات